# Stor-Iran

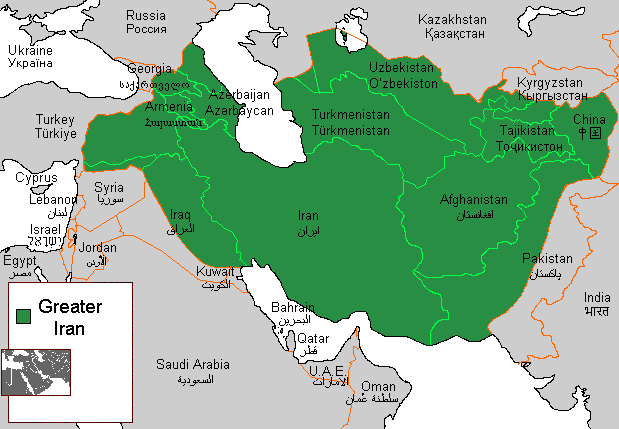
Geografiskt och kulturellt inkluderar Stor-Iran hela den iranska högplatån och sträcker sig från södra Uzbekistan och Pakistan i väst till östra Syrien och Ossetien i nordväst.

Stor-Iran (persiska: ایران بزرگ Irān-e Bozorg, eller ایران‌زمین Irān-zamīn) är den iranska kultursfärens och de iranska folkens geografiska utbredning i Asien. Det omfattar i stort sett det område som sträcker sig över den iranska högplatån från Kaukasus och Kurdistan i väst till Indusfloden och Transoxanien i öst. Detta territorium är också beläget innanför de geografiska gränser som de persiska rikena akemeniderna och sassaniderna styrde över under antiken. Akemeniderna grundade den första persiska statsbildningen och är i iranskt självmedvetande grundvalen för persisk kultur och identitet.
Encyclopaedia Iranica använder termen "Iranian Cultural Continent" med syfte på ett större landområde, även innefattande Indien, Levanten och Anatolien (Turkiet) som har varit under betydande iransk kulturell påverkan. 
Stor-Iran överensstämmer sålunda med den historiska förståelsen av det medelpersiska begreppet Ēranshahr ("Den iranska civilisationen") som omfattar samma område som anges ovan. Under många perioder har just Centralasien och inte Pars (Persien) varit den iranska kulturens kärnland, till exempel under parther, samanider och timurider. Den nypersiska litteraturen hade sin renässans på 900-talet i de centralasiatiska städerna Bukhara, Samarkand och Merv.
Zoroastrismen, som grundades av filosofen Zarathustra, var under hela antiken den dominerande religionen i Stor-Iran och kan betecknas som landets nationalreligion fram till 800-talet då perserna blev muslimer i stort antal. Zoroastrismen spreds aldrig utanför Stor-Iran.